# Nabat Ashurbeyli
Nabat khanim Ashurbeyli (en azerí: Nabat xanım Qoca qızı Aşurbəyova) — petrolera y mecenas azerbaiyana.

## Biografía
Nabat Ashurbeyli nació en 1795 en Bakú en la familia de Kodja-bek Ashurbekova. Ella fue la nieta de Haci Imam Verdi-bek Ashur khan oghlu.
Mecenas donó cierto dinero a la construcción de tubería Shollar en Bakú. También un baño de Bakú, que situado en la calle de Topchubashev fue construida por Nabat Ashurbeyli y una vez a la semana el baño fue abierto para las familias pobres y huérfanos gratuitamente. 

### Construcción de mezquita
Nabat Ashurbeyli financió la construcción de una de las mezquitas más grandes de Bakú moderno, Teze pir. Para eso, el arquitecto azerbaiyano Ziver bey Ahmedbeyov fue enviado a viaje, donde arquitecto debía familiarizarse con arquitectura de las mezquitas en las ciudades orientales. Después, Ziver bey Ahmedbeyov volvió a Bakú y preparó el proyecto de mezquita para la construcción, que fue iniciada el 23 de julio de 1905. Nabat Khanum invitó Haci Zeynalabdin Taghiyev para colocación de la primera piedra del cimiento de mezquita. La construcción duró hasta 1914, pero Nabat no vio la mezquita construida debido a su muerto. La construcción fue continuada por su hijo Haci Abbas-qulu Rzayev.
Nabat khanim Ashurbeyli murió el 7 de diciembre de 1912 en Bakú. Ella fue enterrada en la entrada de la mezquita. Después de muerto de su hijo, él también fue enterrado aquí.

## Familia
- Esposo — Haci Musa Rza Rzayev
- Hijo — Haci Abbas Qulu Rzayev
- Hijas:

- - Ashraf khanim Rzayeva
  - Gulbistan khanim Rzayeva

## Memoria
En la capital de Azerbaiyán uno de los calles conocida por el nombre de Nabat khanim Ashurbeyli.